# Rooftop Clique

Logo der Rooftop Clique

Die Rooftop Clique (kurz RTC) ist eine österreichische Hip-Hop-Vereinigung aus Wien, die aus 13 Mitgliedern besteht (Stand 2009).
Das Konzept der Rooftop Clique beruht auf Zusammenarbeit mit gegenseitiger Förderung durch Live-Auftritte (mit der eigenen Konzertreihe Burn da City),
Kollaboration und Musikproduktion. Als Label für die Veröffentlichungen einzelner Mitglieder fungiert Coolesterin Records.
Vertrieben wurden diese aber beim Wiener Verlag Hoanzl. Ein ähnliches Konzept wendeten bereits die Gruppen Seizu und Illianz of Lykx an. Seizu gilt als Gründer der Rooftop Clique.
Neben Hip-Hop werden auch Stilelemente von Dancehall, R&B und Rock verwendet. Die Texte sind zumeist im Wiener Dialekt.

## Künstler
- A.geh Wirklich?
- FuchsMC
- Dauawizzy
- Boucher
- Funky Cottleti
- Dj B-Chill
- Dj Krizzfader
- Adem Delon
- SchokoMC
- DaBeRtL
- Gerard MC
- Bonz
- Geritto
- Firefinger

## Diskografie
- A.Geh Wirklich – Da Doppla, Samma uns ehrlich
- Adem Delon/EJ Adem MC – Guta Staff, Alles wird Gut
- Bonz – Na Prost!
- DaBeRtL – Goes Wild
- DJ Krizzfader – Mixtape Pt.1
- FuchsMC – Solo, Higher Level, Showdown
- Gerard MC / Bonz – Most Loved & Most Hated / Voagschmock
- GerardMC – Rising Sun, Blur
- perVers – Viel Brav und sei Spass, Minimum Platinum, DAWWF
- SEIZU – Lauter
- Schoko MC – Gift Schmeckt Bitter, Gorillas im Nebel
- Wiena Pücha Buam (A Geh & Funky Cotletti) – Freunderlwirtschaft